# Les Junies
Les Junies (okzitanisch: Las Joanias) ist eine südfranzösische Gemeinde mit 252 Einwohnern (Stand 1. Januar 2022) im Département Lot in der Region Okzitanien.

## Lage
Les Junies liegt in einer Höhe von ca. 120 Metern ü. d. M. in der alten Kulturlandschaft des Quercy etwa acht Kilometer (Fahrtstrecke) westlich von Cahors am Fluss Masse.

## Bevölkerungsentwicklung
| Jahr      | 1962 | 1968 | 1975 | 1982 | 1990 | 1999 | 2006 | 2018 |
| Einwohner | 283  | 248  | 243  | 250  | 255  | 264  | 254  | 273  |

Im 19. Jahrhundert hatte der Ort zeitweise mehr als 900 Einwohner. Infolge der Reblauskrise im Weinbau und der Mechanisierung der Landwirtschaft ging die Einwohnerzahl zurück.

## Wirtschaft
Im Haut-Quercy wurde die Landwirtschaft, zu der bis ins 19. Jahrhundert hinein auch der Weinbau gehörte, jahrhundertelang in erster Linie zur Selbstversorgung betrieben. Nach der Reblauskrise in der zweiten Hälfte des 19. Jahrhunderts wurde der Weinbau in der Region nahezu gänzlich aufgegeben. Heute spielt – neben Landwirtschaft, Kleinhandel und Handwerk – der Tourismus in Form der Vermietung von Ferienwohnungen (gîtes) eine große Rolle im Wirtschaftsleben der Gemeinde.

## Sehenswürdigkeiten

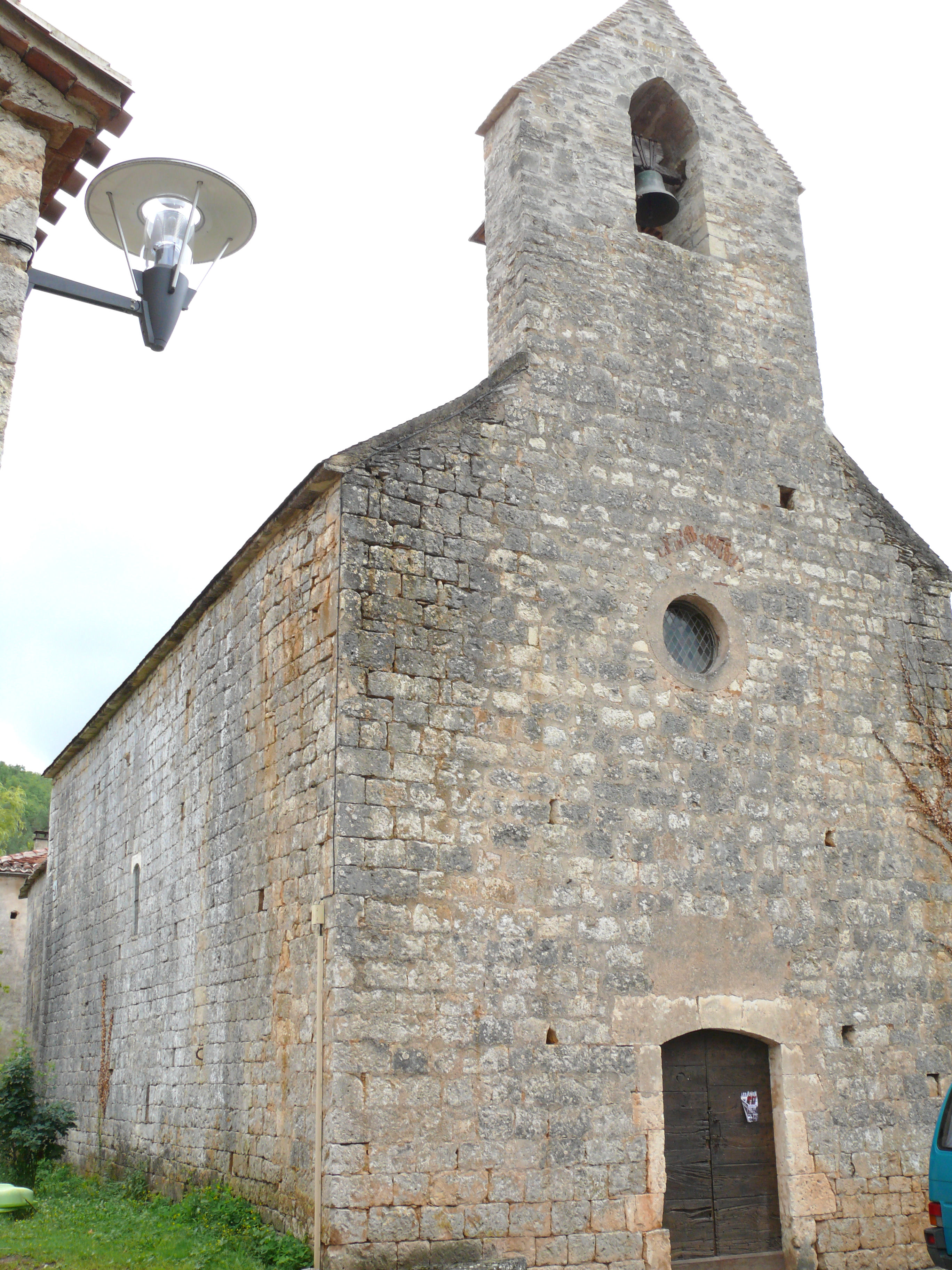
Église Saint-Perdufle

- Das Schloss (château) ist ein mehrfach modernisierter Bau des Mittelalters, der sein heutiges Aussehen im Wesentlichen einer Umbaumaßnahme des 16. Jahrhunderts zu verdanken hat. Die Fenster wurden in dieser Zeit vergrößert und erhielten steinerne Fensterkreuze. Der Bau befindet sich in Privatbesitz und wurde im Jahr 1925 als Monument historique anerkannt.[1]
- Von dem im 14. Jahrhundert gegründeten Dominikanerinnenkloster sind – nach den Zerstörungen in der Zeit der Französischen Revolution – nur mehr die Kirche sowie Teile des Kapitelsaales und des Kreuzgangs erhalten. Diese wurden im Jahre 1920 als Monument historique eingestuft.[2]

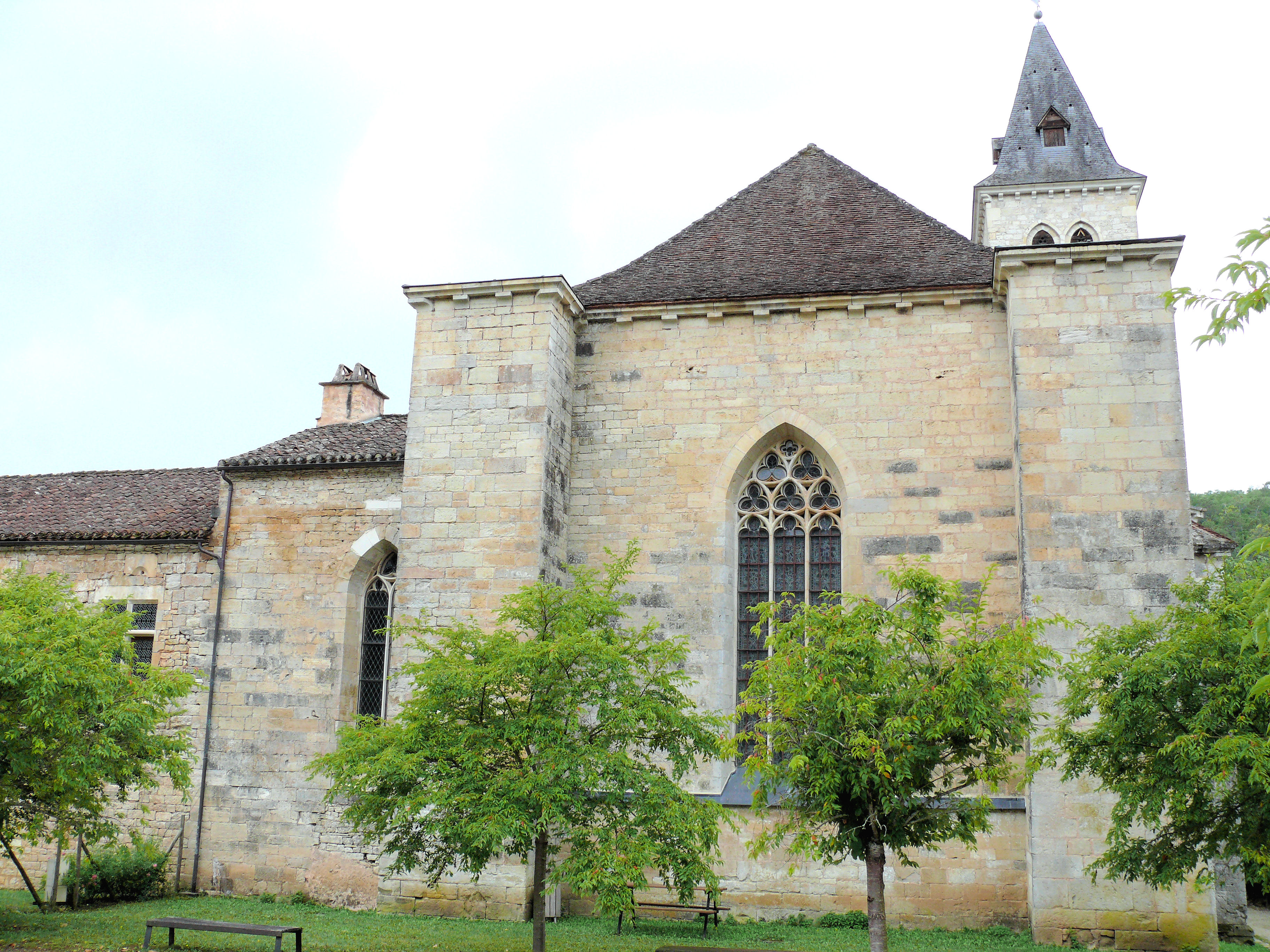
Kirche Saint-Pierre-les-Liens

- Die Pilgerkirche Saint-Pierre-les-Liens ist ein einschiffiger Bau aus dem 13. Jahrhundert mit einer flachen Apsis, der im 14. Jahrhundert in gotischen Stilformen (Maßwerkfenster) verändert wurde. Der neugotische Turm über dem Eingangsportal ist eine Zutat aus dem 19. Jahrhundert. Der Kirchenbau ist seit 1973 als Monument historique anerkannt.[3]
- Die Pfarrkirche Saint-Perdufle ist ein einfacher spätromanischer Bau des 13. Jahrhunderts, dessen schmucklose Westfassade von einem Glockengiebel überhöht wird. Im Innern befinden sich Reste von Wandmalereien aus dem 16. Jahrhundert mit Szenen aus der Passion Christi. Der Kirchenbau wurde im Jahr 1971 als Monument historique anerkannt.[4]
- Der steinerne Schornstein des Maison Cavaillé wurde bereits 1931 unter Schutz gestellt.[5]